# اسماعیل‌خان اعتبارالسلطنه
اسماعیل‌خان اعتبارالسلطنه  از سیاستمداران ایرانی بود، که در  دوره سوم
و دوره هفتم به عنوان نماینده بم در مجلس شورای ملی حضور داشت.